# (7362) Rogerbyrd
(7362) Rogerbyrd (1996 EY) – planetoida z pasa głównego asteroid okrążająca Słońce w ciągu 3,81 lat w średniej odległości 2,44 j.a. Odkryta 15 marca 1996 roku.